# Турция на летних Олимпийских играх 1964
Турция принимала участие в Летних Олимпийских играх 1964 года в Токио (Япония) в десятый раз за свою историю, и завоевала три серебряные, две золотые и одну бронзовую медалей. Страну представляли 23 спортсмена (20 мужчин, 3 женщины).

## Медалисты
| Медаль  | Спортсмен     | Вид спорта | Дисциплина                                     |
| ------- | ------------- | ---------- | ---------------------------------------------- |
| Золото  | Казым Айваз   | Борьба     | Мужчины, греко-римская борьба борьба, до 70 кг |
| Золото  | Исмаил Оган   | Борьба     | Мужчины, вольная борьба борьба, до 78 кг       |
| Серебро | Хюсейин Акбаш | Борьба     | Мужчины, вольная борьба борьба, до 57 кг       |
| Серебро | Хасан Гюнгёр  | Борьба     | Мужчины, вольная борьба борьба, до 87 кг       |
| Серебро | Ахмет Айик    | Борьба     | Мужчины, вольная борьба борьба, до 97 кг       |
| Бронза  | Хамит Каплан  | Борьба     | Мужчины, вольная борьба борьба, свыше 97 кг    |